# Wilhelm Deichgräber
Wilhelm Deichgräber, född 5 april 1906 i Sebbelev på ön Als, död 7 juli 1974, var en dansk lantbrukare och ledamot i ledningen för den tyska minoriteten i Danmark.

## Biografi
Deichgräber föddes och växte upp i ett tyskvänligt hem i Sebbelev på ön Als i Nordslesvig. Efter avslutad skolgång år 1920 arbetade han i faderns företag och genomgick lantmannaskola på Fyn. År 1930 blev han hemmansägare i Sjellerup.

## Före och under andra världskriget
Som 19-åring började Deichgräber engagera sig politiskt som agitator. Han inledde sin bana i Cornelis Petersen Bevægelsen och Lei Bevægelsen och gick sedan vidare till Randers Bevægelsen och Landbrugernes Sammenslutning (LS). År 1932 utnämndes han till ordförande för lokalavdelningen i Sønderborg Amt samt ledamot i förbundsstyrelsen för LS. Till slut kom han att ansluta sig till Frits Clausens danska nazister, vilket var högst ovanligt för en tyskvänlig person från Nordslesvig. År 1934 ställde Deichgräber sin talekonst till National-Sozialistische Arbeitsgemeinschaft Nordschleswigs förfogande och från 1935 även för Jens Møllers Nationalsozialistische Deutsche Arbeiterpartei-Nordschleswig. Den sistnämnda organisationen samlade de olika nazistiska grupperingarna inom den tyska minoritetens område i Nordslesvig. År 1936-1936 var han ledare för partiets Sønderborgsavdelning (krets) och som kretsledare var han självskriven medlem av partistyrelsen, Det lille politiske Råd. På grund av detta, men särskilt på grund av sin retoriska kapacitet, kom Deichgräber att spela en huvudroll vid värvningen av unga tyskar till fronttjänst från 1939. Under den stora värvningskampanjen i februari-mars 1942 talade han vid inte mindre än 18 värvningsmöten i Nordslesvig och närvarade sedan vid flera SS-möten i Sønderborg Amt. Han var en så skicklig agitator att den ställföreträdande kretsledaren, Roth, i stort sett bara ägnade sig åt organisatoriskt arbete. Av den anledningen hade inte Deichgräber personligen något att göra med kretsens rapporter till partiets organisationsavdelning kring tyskfientliga handlingar och tyskfientliga kommentarer från danska medborgare.
Redan år 1939 ställde Deichgräber upp för den tyska krigsinsatsen. År 1941 skrev han på en värvningsblankett, men Jens Møller motsatte sig hans inkallelse. Först i mars 1942 gav Møller med sig och i maj 1942 inställde han sig till tjänstgöring i SS-Division Totenkopf. År 1943 kom han till östfronten där han befordrades till rottenführer, för att i början av 1944 kommenderas till underofficersutbildning i Tyskland. Han kom därefter att arbeta inom SS:s propagandatjänst.
Under andra halvan av år 1944 återkallade Møller honom till Danmark och efter en överenskommelse med SS-Hauptamt kommenderades han till tjänstgöring vid SS-Ersatzkommando Dänemark. I denna egenskap företog han under november-december 1944 en föredrags- och värvningsturné på tyska flygplatser i Jylland, där många ur den tyska minoriteten arbetade. I januari 1945 kommenderades han till kadettskola i Tyskland, men efter en kort tid skickades skolan till västfronten. 

## Efter kriget
I början av maj 1945 flydde Deichgräber norrut och i juli tillfångatogs han av brittiska styrkor som i januari 1946 överlämnade honom till dansk polis. Under andra halvan av 1948 dömdes han av byretten i Aabenraa till sex års fängelse, men benådades året efter. Under sin vistelse i Fårhuslägret höll Deichgräber otaliga föredrag för sina medfångar. Föredragsverksamheten, särskilt om hembygden och hållna på alsisk dialekt, fortsatte Deichgräber till sin död. Han var även en populär reseledare.

### Översättning
Den här artikeln är helt eller delvis baserad på material från danskspråkiga Wikipedia.